# Aqüeducte de Santa Elena
L'Aqüeducte de Santa Elena és una obra de Cabrils (Maresme) inclosa a l'Inventari del Patrimoni Arquitectònic de Catalunya.

## Descripció
Una dotzena d'arcades fetes de maó pla conservades d'un antic aqüeducte sobre pilars de pedra granítica ben escairada. Ressegueix la paret de delimitació de l'escola de L'Olivera.

## Història
L'aqüeducte baixava de La Caseta agafant l'aigua de varis indrets i es recollia tot a la Mina Gran. Continuava per davant la Fàbrica gran cap a can Verivol (Bribol) on feia anar un molí de moldre gra. D'aquí anava a un altre molí (actualment només es conserva la bassa, ja que hi estan fent una altra urbanització). Finalment anava a parar a una altra bassa desapareguda que estava on ara hi ha l'escola l'Olivera. Quan la bassa estava plena, dirigien l'aigua cap a la bassa de baix.